# Бехтемир
Бехтемир — река в России, Алтайском крае. Устье реки находится по правому берегу реки Бия в 64 км от устья Бии. Длина реки составляет 117 км, площадь водосборного бассейна 665 км². У истока река называется Левый Бехтемир, после впадения Правого Бехтемира называется просто Бехтемир.

## Притоки
- 18 км: Козлачиха
- 41 км: Шубинка
- 48 км: Илюшиха
- 66 км: Правый Бехтемир

## Данные водного реестра
По данным государственного водного реестра России относится к Верхнеобскому бассейновому округу, водохозяйственный участок реки — Бия, речной подбассейн реки — Бия и Катунь. Речной бассейн реки — (Верхняя) Обь до впадения Иртыша.